# Patrick Jansen (voetbalspeler)
Patrick Jansen (Apeldoorn, 15 januari 1990) is een Nederlandse voetballer die als doelman speelt. 
Jansen speelde in de jeugd bij Apeldoornse Boys, Go Ahead Eagles en de Vitesse/AGOVV Voetbal Academie. Van het beloftenelftal stapte hij in 2010 over naar vv AGOVV.
In het begin van het seizoen van 2011/12 kwam hij over van de amateurs van AGOVV naar het eerste elftal van AGOVV Apeldoorn, maar debuteerde niet. Op 1 februari 2012 ging hij transfervrij naar Floriana FC op Malta.
In het seizoen 2012/13 speelde hij voor DETO en sinds seizoen 2013/14 kwam hij uit voor CSV Apeldoorn. Na 6 jaar voor CSV Apeldoorn te hebben gespeeld ging hij in het seizoen 2019/20 naar SC Genemuiden dit met de bedoeling om er jarenlang onder de lat te staan. Het liep echter anders. "De club heeft besloten om niet met elkaar door te gaan. Mijn periode bij SC Genemuiden stopt nu na twee jaar terwijl ik hier destijds met de intentie kwam om hier nooit meer weg te gaan, hier wilde ik mijn loopbaan over enkele jaren afsluiten." In het seizoen 2021/22 zal hij uitkomen voor AGOVV hier keert hij terug op het oude nest.

## Statistieken als speler
| seizoen | club            | land      | competitie             | wed. | goals |
| ------- | --------------- | --------- | ---------------------- | ---- | ----- |
| 2010/11 | vv AGOVV        | Nederland | Tweede klasse          |      |       |
| 2011/12 | AGOVV Apeldoorn | Nederland | Jupiler League         | 0    | 0     |
| 2012    | Floriana FC     | Malta     | Premier League (Malta) | 7    | 0     |
| 2012/13 | DETO            | Nederland | Hoofdklasse            | 28   | 0     |
| 2013/14 | CSV Apeldoorn   | Nederland | Hoofdklasse            |      |       |
| 2014/15 | CSV Apeldoorn   | Nederland |                        |      |       |
| 2015/16 | CSV Apeldoorn   | Nederland |                        |      |       |
| 2016/17 | CSV Apeldoorn   | Nederland |                        |      |       |
| 2017/18 | CSV Apeldoorn   | Nederland |                        |      |       |
| 2018/19 | CSV Apeldoorn   | Nederland |                        |      |       |
| 2019/20 | SC GENEMUIDEN   | Nederland | Hoofdklasse            |      |       |
| 2020/21 | SC GENEMUIDEN   | Nederland | Hoofdklasse            |      |       |
| 2021/22 | vv AGOVV        | Nederland | Derde klasse           |      |       |